# François Testu de Balincourt
Pour les autres membres de la famille, voir Famille Testu de Balincourt.
François Testu, marquis de Balincourt (13 octobre 1687 - 27 décembre 1766), est un général français.

## Biographie
Frère du maréchal Claude Guillaume Testu de Balincourt, il entra au service comme enseigne au régiment d’Artois-Infanterie en septembre 1705 et fit toutes les campagnes sous les ordres de son frère de 1706 à 1714. Le 1er décembre 1706, il est nommé commandant de compagnie, puis, le 25 novembre 1719, capitaine commandant au régiment Mestre-de-camp général-Dragons.
Le 1er janvier 1722, il reçut le bâton d'exempt (lieutenant) de la 1re Compagnie écossaise des Garde du corps du roi, compagnie de Noailles, avec commission de Mestre de camp. Il prit part au siège de Philippsbourg en 1734, fut nommé 3e enseigne de sa compagnie le 7 décembre 1738,  brigadier des armées du roi le 1er janvier 1740, 2e enseigne le 13 juin 1743, 1re enseigne le 5 décembre et maréchal de camp le 2 mai 1744.
Il prit part à la bataille de Dettingen, aux sièges de Menin, d'Ypres et de Furnes, à la bataille de Haguenau, et au siège de Fribourg.
Employé à l'armée de Flandre en 1745, il se distingua à la bataille de Fontenoy, et servit de sièges de Tournai, d'Oudenarde et de Dendermonde. L'année suivante, il participa au sièges de Mons, de Charleroi, de Saint-Guilain et de Namur, et combattit à la Bataille de Rocourt. 
Employé à l'armée du roi des Pays-Bas en 1747, il se trouva à la bataille de Lawfeld le 2 juillet. Il fut nommé 3e lieutenant de sa compagnie le 9 août, Lieutenant-général des armées du roi le 10 mai 1748, 2e lieutenant le 25 avril 1750 et 1er lieutenant le 3 octobre 1752. Balincourt fut nommé Gouverneur de Saint-Venant le 15 juin 1753.
Il a été fait commandeur (1755) puis Grand-croix (1759) de l'ordre de Saint-Louis. Il quitta les gardes du corps en janvier 1759.

### Vie familiale
Il épousa en 1715 Rosalie Cœuret de Nesle, fille de Louis de Cœuret, marquis de Nesle et de Verville, mestre de camp d’un régiment de cavalerie, et d’Henriette-Jeanne Rosalie de Bruc-Montplaisir, dame d’Angivilliers. Ils eurent :
- Agnès (1722-1797), épouse d'Antoine, marquis des Barres, enseigne des gardes du corps ;
- Marguerite (1727-1795), épouse de Antoine-Louis de Rancher, seigneur de La Foucauldière, Maudétour, Trémemont, Mézières, La Brétèche et Génainville, lieutenant pour le roi de la province de Berry et conseiller au Parlement de Paris ;
- Charles-Louis (1729-1794), maréchal de camp, gouverneur de Port-Louis et commandeur de Saint-Louis, marié à Anne Claudine de Rochefort d'Ailly, puis à Anne Alexandrine de Bernard de Champigny-Montgon ;
- Thérèse Hélène Odile, épouse de Michel Antoine de Rancher, marquis de La Ferrière, page de la Petite-Écurie, capitaine au régiment royal de carabiniers, commandeur des ordres du Mont-Carmel et de Saint-Lazare ;
- Marie-Rosalie, épouse le 20/04/1745 à Nesles la Vallée 95 Victor du Wicquet, baron d’Ordre, maréchal de camp et lieutenant des gardes du corps du roi ;
- Claude-Guillaume ( -1757), mousquetaire du Roi à la 1re compagnie, capitaine de cavalerie.

## Sources
- Jean Baptiste Pierre Jullien de Courcelles, Dictionnaire historique et biographique des généraux français, depuis le onzième siècle jusqu'en 1820, Volume 9, 1823
- François-Alexandre de La Chenaye-Aubert, Dictionnaire généalogique, héraldique, chronologique et historique, contenant l'origine et l'état actuel des premières maisons de France, des maisons souveraines et principales de l'Europe, 1757